# Новоберёзовский сельский округ (Рязанская область)
Новоберёзовский се́льский о́круг — административно-территориальная единица на территории Сасовского района Рязанской области.
Административный центр — село Новое Берёзово.

## История
Законом Рязанской области от 07.10.2004 № 96-ОЗ на территории сельского округа было образовано муниципальное образование — Новоберёзовское сельское поселение с сохранением административного центра в селе Новое Берёзово.

## Административное устройство
В состав Новоберёзовского сельского округа входят 3 населённых пункта:
1. с. Новое Берёзово — административный центр
2. с. Старое Берёзово
3. с. Тархань.